# 14872 Hoher List
14872 Hoher List (1990 UR) là một tiểu hành tinh vành đai chính được phát hiện ngày 23 tháng 10 năm 1990 bởi E. W. Elst ở Hoher List.